# Encounter (1970)
Encounter ist ein österreichischer Kurzfilm von Maria Lassnig aus dem Jahr 1970. Lassnigs erster Animationsfilm setzt sich mit anthropomorphen Wesen auseinander, die sich mit patriarchalen Normen konfrontiert sehen. Die Premiere ist für Februar 2024 auf der 74. Berlinale vorgesehen, der Film soll in der Sektion Forum Special gezeigt werden.

## Inhalt

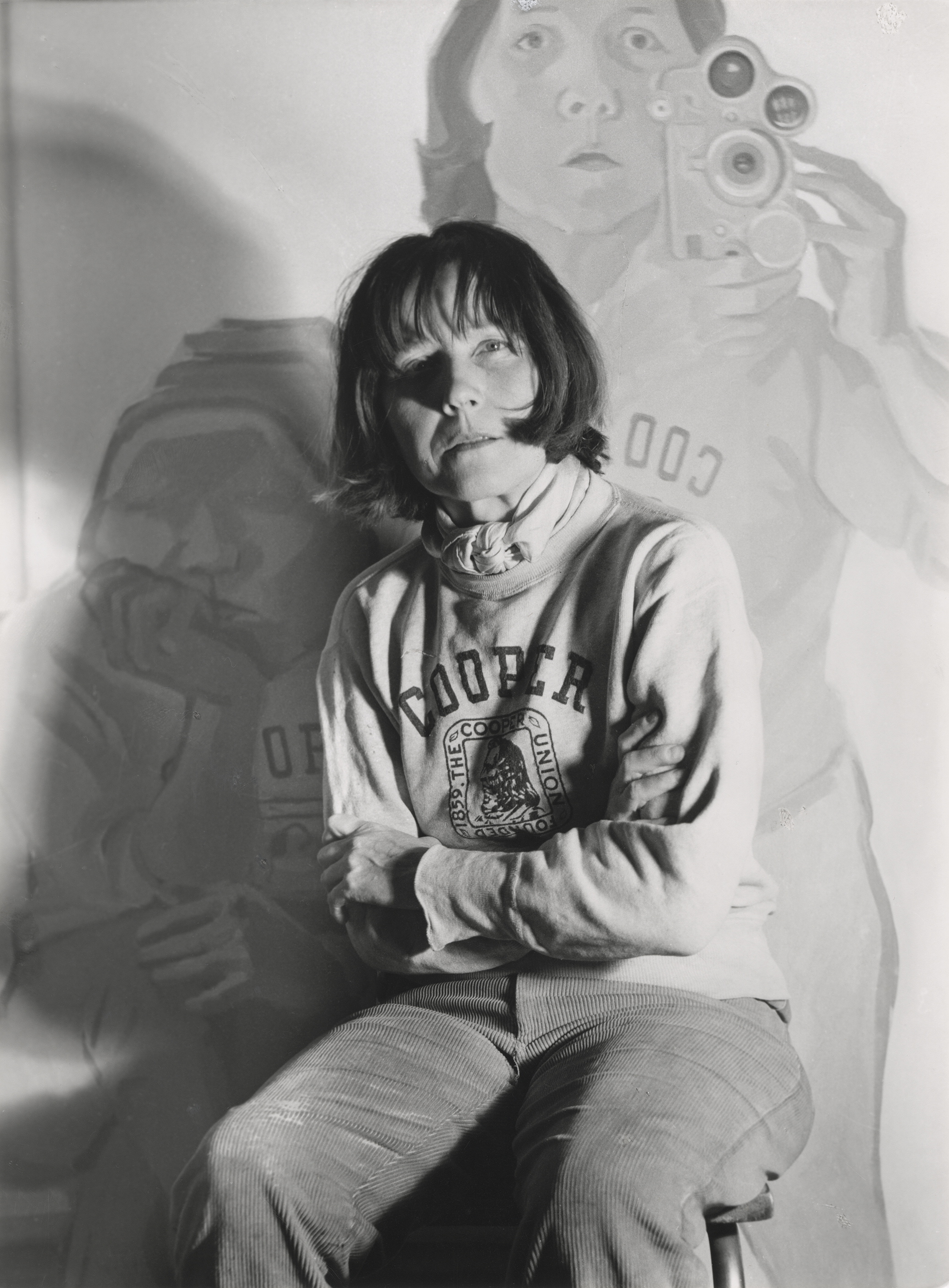
Maria Lassnig 1974

In Encounter steht ein fuchsiafarbenes, anthropomorphes Wesen im Profil von Maria Lassnig im Mittelpunkt, das später auf ein stachliges, blaues Wesen trifft. Nach einigem Aufruhr trennt sich die Lassnig-Gestalt von der körperlosen Materie. Die Figuren inszenieren die Auseinandersetzung der Künstlerin mit der vorherrschenden Geschlechterordnung und damit verbundenen Kommunikationsproblemen.

## Hintergrund
Encounter war Maria Lassnigs erster Animationsfilm und entstand 1970. Die selbstgezeichneten Bewegtbilder bezeichnete sie als „Beseelung“. Encounter wurde während der 1970er- und 1980er-Jahre regelmäßig präsentiert und entstand parallel zu Lassnigs bekannten Animationen, insbesondere den Chairs. Häufig wurde der Film mit unterschiedlicher musikalischer Vertonung gezeigt. Maria Lassnig äußerte den Wunsch, dass der Film mit Musik von Morton Subotnick, nämlich Touch, untermalt werden sollte. Dieser Wunsch wurde während der Restaurierung des Films erfüllt.
Im Unterschied zu ihren früheren Werken wie Selfportrait und der Maria Lassnig Kantate (1992), die eine persönliche Lebensgeschichte in 14 Strophen erzählt, gehört Encounter zu den posthum veröffentlichten Filmen von Maria Lassnig. Encounter soll zusammen mit der Maria Lassnig Kantate und acht weiteren Werken Lassnigs während der 74. Berlinale im Jahr 2024 in der Kategorie Forum Special präsentiert werden. Auf dem Programm der Berlinale steht die Weltpremiere Anja Salomonowitz’ Lassnig-Filmbiografie Mit einem Tiger schlafen mit Birgit Minichmayr in der Hauptrolle.